# Caloptilia paradoxum
Caloptilia paradoxum là một loài bướm đêm thuộc họ Gracillariidae. Nó được tìm thấy ở Hoa Kỳ (bao gồm Florida, Maine, Massachusetts, Michigan, Pennsylvania, South Carolina và Texas).